# Aceite esencial

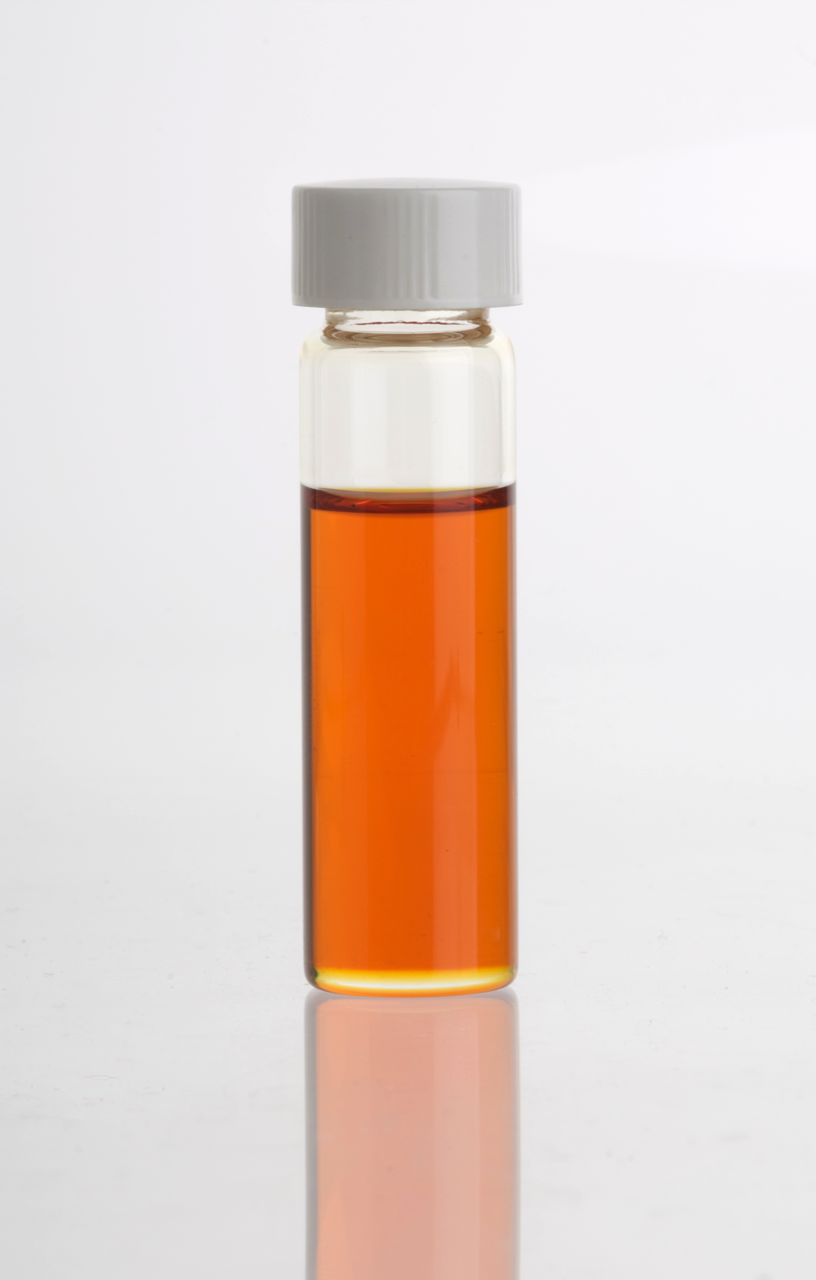
Aceite esencial extraído de Artemisia pallens. Un solo aceite esencial puede estar compuesto por muchas sustancias químicas complejas.

Un aceite esencial o aceite etéreo refiere a metabolitos secundarios lipófilos de las plantas y altamente volátiles que alcanzan un peso molecular por debajo de 300 unidades y que se pueden separar físicamente de otros componentes de la planta o tejidos membranosos. Según lo definido por la Organización Internacional de Normalización, el término «aceite esencial» está reservado para un «producto obtenido a partir de materia prima vegetal, ya sea por destilación con agua o vapor, o desde el epicarpio de los cítricos mediante un proceso mecánico, o por destilación seca» (ISO 9235, 1997), es decir, únicamente por medios físicos. Por consiguiente, los aceites esenciales más disponibles en el mercado se obtienen por hidrodestilación.
Se trata de productos químicos intensamente aromáticos, no grasos, volátiles y ligeros (poco densos). Son insolubles en agua, levemente solubles en ácido acético y solubles en alcohol, grasas, ceras y aceites vegetales. Se oxidan por exposición al aire.

## Origen
Los aceites esenciales son característicos de los órdenes apiales, magnoliales, los laurales, los austrobaileyales y los piperales, y también de algunas familias no emparentadas con estos órdenes, como Myrtaceae, Rutaceae, Lamiaceae, Verbenaceae y Asteraceae.[cita requerida]
Están presentes en distintas partes de la planta:
- en las flores (como en el caso de la lavanda, el jazmín y la rosa)
- en todo el árbol (como sucede con el eucaliptus)
- en las hojas (la citronela)
- en la madera (el sándalo)
- en la raíz (el vetiver)
- en la resina que exudan (el incienso, la mirra y el benjuí)
- en la cáscara de los frutos (el limón, la naranja y la bergamota)

Dentro de los tejidos vegetativos, se encuentran en células esféricas o diferentes cavidades o canales en el parénquima, y cuando dan el olor a las flores, se encuentran en las glándulas odoríferas, desde donde son liberados.

## Nomenclatura
Se denominan con el mismo nombre de la planta de origen: aceite esencial de lavanda, aceite esencial de limón, etc.
De algunas plantas se extrae más de un aceite esencial, en cuyo caso el nombre varía. Por ejemplo, de las flores del naranjo se extraen: por destilación, el nerolí o azahar; por destilación de los frutos recién formados, el petitgrain, y de la cáscara o corteza de los frutos, el aceite esencial de naranjo.
En algunos casos es necesario recurrir a la nomenclatura botánica para evitar confusiones. Por ejemplo, el aceite esencial de palo de rosa proviene de la planta Aniba rosaeodora, que no tiene ningún parentesco con la rosa de jardín que conocemos.

## Obtención
Los aceites esenciales son muy inestables: volátiles, frágiles, y alterables con la luz. Para obtenerlos de la fuente natural, se utilizan principalmente dos métodos:
- Destilación en corriente de vapor (o por arrastre de vapor).
- Extracción, que puede ser por presión en frío (exprimiendo sin calentar), por enfleurage (maceración), entre otros. También se pueden extraer aceites esenciales mediante su disolución en aceites vegetales (almendra, durazno, maní, oliva, sapuyul).

Son muy concentrados, por lo que solo se necesitan pequeñas cantidades para lograr el efecto deseado (del orden de los miligramos).

## Estructura química

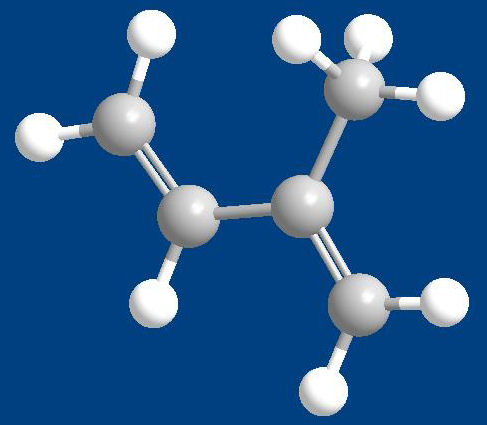
Estructura molecular del isopreno, la unidad química de los terpenoides, compuesto principal de los aceites esenciales

Están formados principalmente por terpenoides volátiles, formados por unidades de isopreno unidas en estructuras de 10 carbonos (monoterpenoides) y 15 carbonos (sesquiterpenoides). Las sustancias responsables del olor suelen poseer en su estructura química grupos funcionales característicos: aldehídos, cetonas, ésteres, etc.
Cada aceite lo integran por lo menos 100 compuestos químicos diferentes, clasificados como aldehídos, fenoles, óxidos, ésteres, cetonas, alcoholes y terpenos. También puede haber muchos compuestos aún por identificar.

## Aplicación

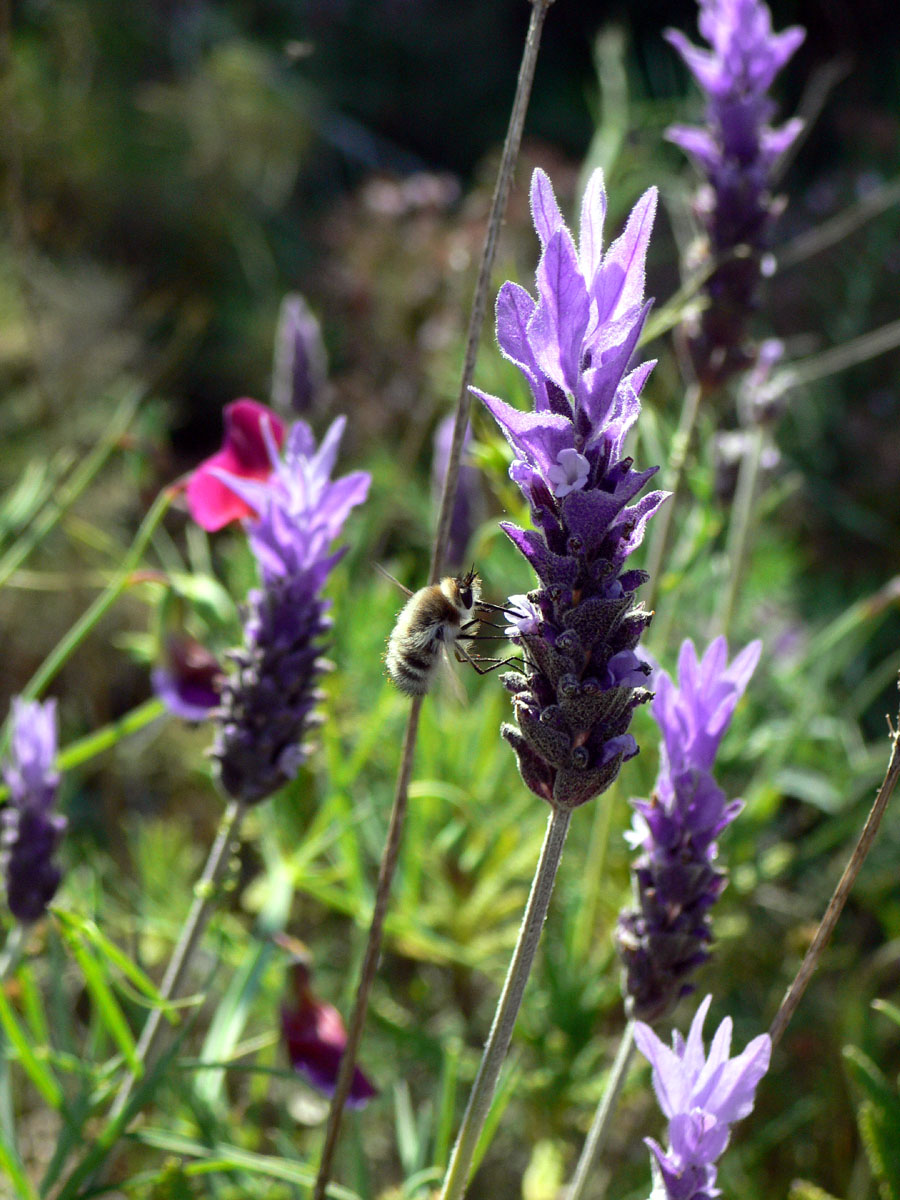
Al aceite de lavanda se lo usa en aromaterapia para las heridas y quemaduras.

El uso principal de los aceites esenciales es en perfumería. También se han utilizado tradicionalmente como terapia, principalmente por sus propiedades antisépticas. 
Se los utiliza como conservantes para alimentos, especialmente cárnicos. Algunos aceites tienen propiedades insecticidas y acaricidas y se usan con el fin de controlar algunas plagas de manera natural.
En Botánica Sistemática sirven para establecer parentescos entre plantas, al principio en forma indirecta (utilizando el olor como carácter), luego en su forma química.[cita requerida]
Se usan como aditivos en los alimentos de los animales con el objetivo de realizar la misma función que los antibióticos usados como estimulantes de crecimiento. Además, pueden ser una alternativa para disminuir las bacterias patógenas en el intestino estimulanto la inmunidad.[cita requerida]

## Precauciones
- Es importante señalar que la mayor parte de los aceites esenciales no pueden aplicarse en su estado puro directamente sobre la piel, ya que están altamente concentrados y pueden quemarla.
- Antes de aplicarlos es necesario diluirlos en otros aceites -conocidos como aceites bases- o en agua.
- Los aceites esenciales no deben ingerirse.
- No deben entrar en contacto con los ojos. En caso de hacerlo es necesario lavarse los ojos con abundante agua, evitando tocarse con las manos.
- Deben usarse con moderación en mujeres embarazadas y niños.

## Conservación
Los aceites esenciales siempre deben estar protegidos de la luz, en frascos de vidrio opaco herméticamente cerrados, de preferencia de color azul.